# Real Estelí Fútbol Club
El Real Estelí Fútbol Club es un club de fútbol nicaragüense de la ciudad de Estelí y es uno de los equipos más laureados en Nicaragua junto a Diriangen.

## Historia
El equipo fue fundado en 1961 con el nombre Estelí FC. En el año 1991, "El Tren del Norte" ganó su primer título nacional, así como en las temporadas 1998-1999, 2002-2003, 2003, 2004, y desde la temporada 2006-2007 hasta la actualidad.
En el año 2004 el Real Estelí se convirtió en el segundo equipo nicaragüense en avanzar a la segunda ronda de la Copa Interclubes UNCAF, eliminando al Real España de Honduras, equipo con el que empató 1 a 1 en el Independencia y empató 3 a 3 en Honduras.
El club ha estado en 16 finales de torneos cortos en las últimas 18, ganando en 13, siendo 8 de manera consecutiva. Solo se ha ausentado en las finales de la Clausura 2004-05 y Apertura 2010-11. En el 2011 el Real Estelí fue campeón de Clausura 2011 y campeón Nacional 2010-11, clasificándose para la Liga de Campeones de la CONCACAF 2011-12, y sumando su quinto campeonato nacional consecutivo, y el noveno en sus vitrinas. En el 2023, en la Copa Centroamericana de Concacaf de la Concacaf , el Real Estelí llegó a la final contra el Alajuelense, de Costa Rica. En el 2024, el Real Estelí fue el primer club de Nicaragua en llegar a octavos de final de la Champions Cup de la CONCACAF, teniendo la hazaña histórica de ganarle 2x1 al América

## Participaciones internacionales

### Liga de Campeones
En la Concacaf Liga Campeones 2008-2009 debido a la falta de un estadio con las capacidades para jugar el torneo en Nicaragua se le obligó a jugar como local en Comayagua. Se enfrentó al Montreal Impact, campeón de Canadá.
- 0x1 - 1x1 - Montreal Impact

En Concacaf Liga Campeones 2009-2010 y Concacaf Liga Campeones 2010-2011 no se le permitió jugar debido a que su estadio no cumplía los requisitos de FIFA ni de CONCACAF. Concacaf Liga Campeones 2011-2012 Fue el 1.er partido de esta competición en jugarse sobre tierras nicaragüenses. Real Estelí enfrentó al Campeón de Canadá, Toronto FC.
- 1x2 - 1x2 Toronto FC

Concacaf Liga Campeones 2012-2013 fue la tercera edición en la que el Real Estelí participaba. Real Estelí enfrentó al Campeón de México, Tigres de la UANL y al campeón de Costa Rica, Alajuelense
- 0x4 - 1x1 Tigres de la UANL
- 0x1 - 0x1 Alajuelense

En Concacaf Liga Campeones 2013-14 sus rivales fueran el Sporting Kansas City e el Olimpia campeón de Honduras.
- 0x2 - 1x1 - Sporting Kansas City
- 0x1 - 0x1 - Olimpia

La Edición 2014-2015 fue la cuarta que el Real Estelí participaba. El Real Estelí enfrentó al Sporting Kansas City y al Deportivo Saprissa.
- 1x1 - 0x3 - Deportivo Saprissa
- 1x1 - 0x3 - Sporting Kansas City

En Liga de Campeones de la Concacaf 2016-17 enfrentó al FC Dallas y al Suchitepéquez.
- 1x2 - 1x1 - FC Dallas
- 0x1 - 1x1 - Suchitepéquez

Después de 4 años, vuelve en Liga de Campeones de la Concacaf 2021, donde se clasificó por ser el quinto lugar en Liga Concacaf. Enfrentó al Columbus Crew.
- 0x4 - 0x1 - Columbus Crew

En 2024 se calificó como subcampeón de la Copa Centroamericana de Concacaf 2023. Fue descalificado en la primera ronda donde se enfrentó al América y logró una victoria histórica ante al gigante mexicano.
- 2x1 - 0x2 - América

EN 2025 clasificó como subcampeón de la Copa Centroamericana de Concacaf 2024. Fue eliminado en la primera ronda donde se enfrentó ante Tigres de la UANL y logrando otra victoria histórica.
- 1x0 - 0x3 - Tigres de la UANL

En la Liga de Campeones de CONCACAF el club tuvo 8 participaciones, siendo sus mejores éxitos dos veces llegar a octavos de final.

### Otros torneos
- Copa Interclubes UNCAF: en 5 apariciones, fue descalificado en la primera ronda en 2000, 2003, 2006 y 2007. Fue descalificado en cuartos de final en 2004.
- Liga Concacaf: en 3 apariciones, se quedó eliminado en ronda preliminar en 2019, octavos de final en 2017, cuartos de final en 2020.
- Copa Centroamericana de Concacaf: su gran logro internacional fue la llegada a la final de Copa Centroamericana de CONCACAF en 2023, en su primera participación, donde fue derrotado por Alajuelense por 1x4 en global.

## Escudo
El escudo cuenta con una corona, la cual significa Real similar a la de otros clubes que tienen en su nombre el prefijo Real como Real Madrid CF, Real Zaragoza y Real Betis. Las dos estrellas del escudo representan los dos primeros títulos de liga obtenidos en la década de los años 1990s.

## Estadio
El Estadio Independencia es un estadio de fútbol en Nicaragua que posee iluminación nocturna. Cuenta con césped sintético dicha cancha esta avalada por CONCACAF. Tiene capacidad para 10,000 espectadores. Actualmente, el Estadio Independencia, es el segundo estadio de Nicaragua aprobado por la CONCACAF, pudiendo así jugar partidos internacionales de clubes. Es una de las 30 canchas en el continente americano con sintética certificada por FIFA con 2 estrellas, es la única en UNCAF con esa certificación.
La gramilla ofrece características de primer orden y tiene en cuenta con mayor rigor las necesidades específicas del fútbol de élite. Por ello, se exige que los terrenos de juego mantengan su máxima calidad durante más tiempo, si bien se tiene presente la menor frecuencia de uso de la superficie en comparación con el deporte de masas. Tine una dimensión de 107x70m e engramado artificial de 9200m².

## Palmarés

### Títulos nacionales
| Competición                          | Títulos | Subtítulos |
| ------------------------------------ | --- | --- |
| Primera División de Nicaragua (21/9) | 1991, 1998-99, 2002-03, Apertura 2003, Clausura 2004, 2006-07, 2007-08, 2008-09, 2009-10, 2010-11, 2011-12, 2012-13, 2013-14, 2015-16, 2016-17, Clausura 2019, Apertura 2019, Clausura 2020, Apertura 2020, Apertura 2022, Clausura 2023 | 2005-06, 2014-2015, Clausura 2018, Apertura 2018, Apertura 2021, Apertura 2023, Clausura 2024, Apertura 2024, Clausura 2025 |
| Copa Primera (1/2)                   | 2023 | 2022, 2025 |

### Títulos internacionales
| Competición                            | Títulos | Subtítulos |
| -------------------------------------- | ------- | ---------- |
| Copa Centroamericana de Concacaf (0/2) |         | 2023, 2024 |